# L'indifferente
L'indifferente è una novella di Marcel Proust scritta nell'estate del 1893 e pubblicata sulla rivista La Vie contemporaine il 1º marzo 1896. Il testo era stato espulso da Proust dalla raccolta Les plaisirs et le jours per poi finire dimenticata per più di settant'anni, quando Philip Kolb riuscì a ritrovarla e pubblicarla nel 1978 presso l'editore Gallimard.
La novella è stata messa in relazione col dipinto L'indifferente di Watteau.

## Trama
Un giovane indifferente e considerato da tutti quasi una nullità, di nome Lepré, attira, proprio per queste sue qualità, la curiosità di Madeleine di Gouvres, una giovane vedova considerata la donna più viziata di Parigi, a parere della signora Lawrence. Ma la donna non riesce a conquistare il giovane perché la sua indifferenza lo ha reso irraggiungibile, per motivi che la donna cerca di scoprire ma che, indagando, si fanno misteriosi e lontani. Storia di una passione bruciante e contrastata, assume in sè quell'atmosfera e quei sentimenti già inconfondibilmente proustiani.
La novella prende spunto da un'esperienza autobiografica dell'autore con la principessa di Wagram, quella di un sospirato incontro in casa della donna.
Proust parla della novella in una lettera all'amico Reynaldo Hahn del 22 settembre 1894, quando decide di escluderla da I piaceri e i giorni (1896) e sostituirla con un'altra, La Mort de Baldassarre Silvande, vicomte de Sylvanie, che al momento gli sembrava migliore.

## Edizioni
- L'indifférent, Paris, Gallimard, 1978, ISBN 978-2-07-029771-9.
- L'Indifferente, traduzione di Mariolina Bongiovanni Bertini, Introduzione di Giorgio Agamben ('La passione dell'indifferenza'), con testo a fronte e una nota di Philip Kolb ('Una novella perduta e ritrovata'), Collana Nuovi coralli n.392, Torino, Einaudi, 1978,  p. 78, ISBN 978-88-06-59874-7.
- Les Plaisirs et les Jours suivi de L'Indifférent et autres textes, a cura di Thierry Laget, Collection Folio classique n. 2538, Paris, Gallimard, 1993, ISBN 978-2-07-038760-1.
- L'indifferente e altri racconti, a cura di Fabio Carosi, Collana Il segnalibro, Napoli-Milano, Morano, 1996, ISBN 88-8036-126-0.
- L'indifferente, trad. di Michael Fantauzzi, prefazione di Anna Isabella Squarzina, Collana Maudit n. 1, Roma, Portaparole, 2007, ISBN 978-88-89421-12-3.
- L'indifferente, trad. di Isabelle Meschi, a cura di Franco Venturi, Collana Il piacere di leggere n.32, Milano, La Vita Felice, 2010, ISBN 978-88-7799-304-5.